# Kościół Matki Bożej Królowej Polski w Brodnicy
Kościół Matki Bożej Królowej Polski w Brodnicy – rzymskokatolicki kościół filialny należący do parafii św. Katarzyny w Brodnicy (dekanat Brodnica diecezji toruńskiej). Znajduje się w Brodnicy, w województwie kujawsko-pomorskim.

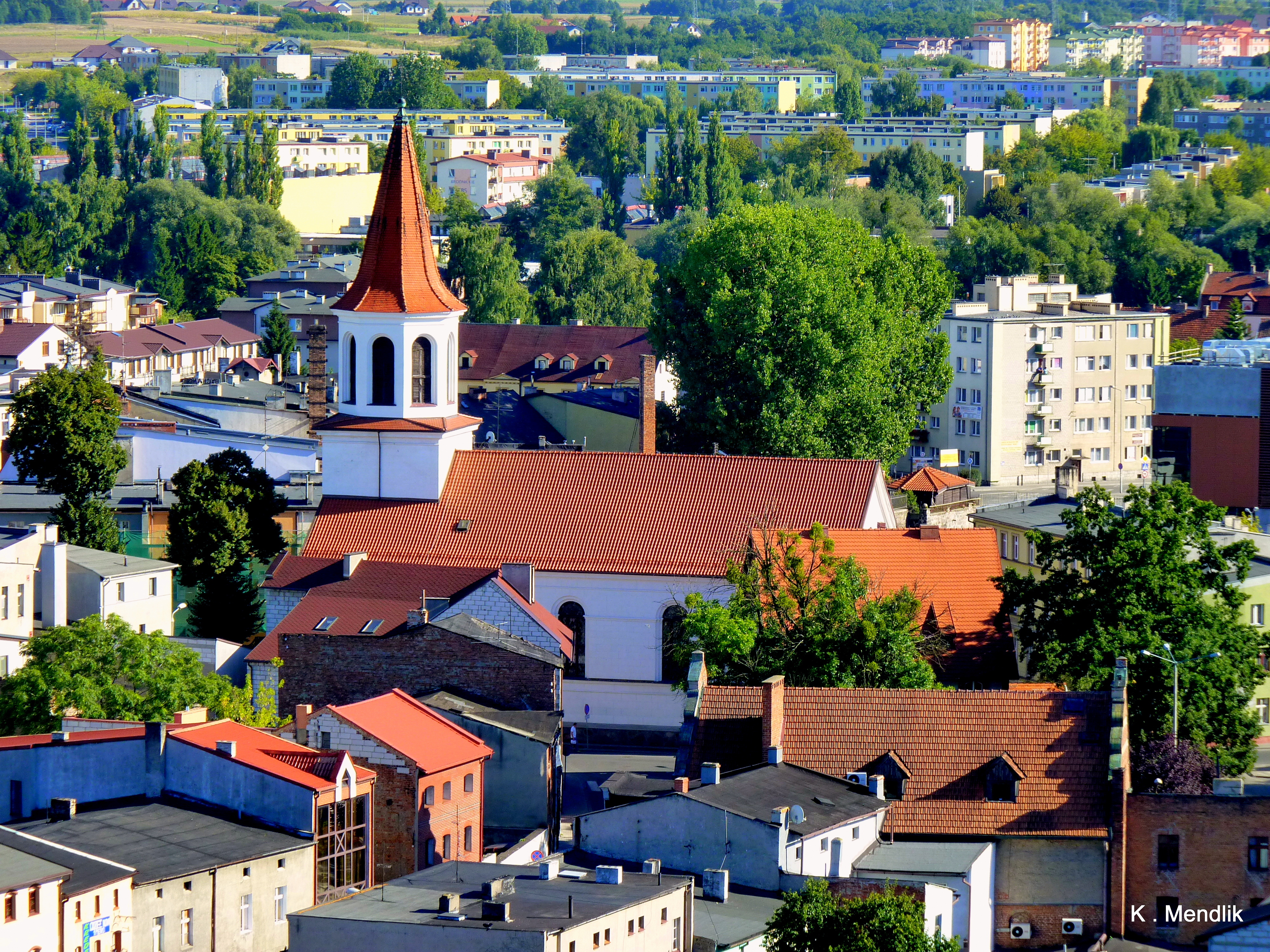
Kościół widziany z wieży zamkowej

## Historia
Kościół został zbudowany dla gminy ewangelickiej po zburzeniu w 1827 r. tzw. „Kamiennego Domu”, w którym do tego czasu odprawiano nabożeństwa. Kilka źródeł, w tym Katalog zabytków sztuki w Polsce, jako architekta wskazuje błędnie Stanisława Hebanowskiego, urodzonego w 1820 roku. Budowa rozpoczęła się wmurowaniem kamienia węgielnego w dniu 16 maja 1827 roku. Gotowa budowla została uroczyście poświęcona w Niedzielę Palmową (4 kwietnia) 1830 roku. Na wieży świątyni zostały zawieszone w 1834 roku dwa, zachowane do dzisiaj, dzwony żeliwne, ofiarowane przez króla Fryderyka Wilhelma III. Ostatnie nabożeństwo ewangelickie zostało odprawione przez superintendenta E. Birkholza w dzień Nowego Roku 1945 roku. W 1945 roku zostały zniszczone organy. Po drugiej wojnie światowej świątynia została przejęta na potrzeby kościoła rzymskokatolickiego. Konsekrowana w dniu 7 grudnia 1947 roku, otrzymała wezwanie Matki Bożej Królowej Polski. Od tamtej pory pełni funkcję kościoła szkolnego.

## Architektura
Świątynia została wzniesiona na planie prostokąta wymiarach 33 × 17 metrów, w stylu późnoklasycystycznym, na cokole z granitowych głazów (które pochodziły między innymi z rozebranego lub rozbieranego zamku w Brodnicy), z cegły, otynkowana. Niewyodrębnione z zewnątrz prezbiterium na planie kwadratu łączy się z przyległą szerszą nawą o czterech przęsłach. Od strony wschodniej znajduje się wieża, w trzech czwartych do wnętrza korpusu, do wysokości kalenicy dachu na planie kwadratu, wyżej ośmioboczna, przekryta hełmem, zwieńczonym kulą z krzyżem. Wnętrze kościoła przekryte jest stropem oraz doświetlone oknami zamkniętymi półkoliście. Siodłowy dach pokryty jest dachówką. Na wieży kościelnej znajdują się wspomniane wyżej dwa dzwony. Większy o wymiarach: wysokość 115 cm, obwód 580 cm, mniejszy ma natomiast 85 cm wysokości i 335 cm w obwodzie. Obydwa są jednakowo oznakowane: pruski orzeł królewski, napis „BERLIN”, a pod nim rok „1834”. Z pierwotnego wyposażenia zachowały się ponadto m.in. drzwi wraz z okuciami, ławki dla wiernych, wyposażenie zakrystii.